# 萨拉·鲁内斯滕·汉森
萨拉·鲁内斯滕·汉森（丹麥語：Sara Runesten Hansen，1975年5月8日—），丹麦、新西兰女子羽毛球运动员。她曾代表新西兰参加2002年和2006年英联邦运动会羽毛球比赛，获得二枚银牌和二枚铜牌。她也曾参加2004年夏季奥运会。